# (20992) 1985 RV2
(20992) 1985 RV2 là một tiểu hành tinh vành đai chính. Nó được phát hiện bởi Henri Debehogne ở Đài thiên văn La Silla ở Chile ngày 5 tháng 9 năm 1985.